# ルイス郡 (テネシー州)
ルイス郡（英: Lewis County）は、アメリカ合衆国テネシー州の中央部南西に位置する郡である。2010年国勢調査での人口は12,161人であり、2000年の11,367人から7.0%増加した。郡庁所在地は唯一の法人化都市であるホーエンウォルド市（人口3,757人）である。
郡名は探検家のメリウェザー・ルイスに因んで名付けられた。ルイスは1809年にグラインダーズスタンドで死に、そこで埋葬されている。その墓は郡の地理的中心にある。2009年10月7日午後2時半から4時半まで、ルイスの死から200年を記念して、この墓地で儀式が行われた。ルイスの胸像がこの墓地を管理するアメリカ合衆国国立公園局に贈呈された。

## 地理
アメリカ合衆国国勢調査局に拠れば、郡域全面積は282平方マイル (730.4 km2)であり、このうち陸地282平方マイル (730.4 km2)、水域は0平方マイル (0 km2)で水域率は0.13%である。

### 隣接する郡
- ヒックマン郡 - 北
- モーリー郡 - 東
- ローレンス郡 - 南
- ウェイン郡 - 南西
- ペリー郡 - 西

### 国立保護地域
- ナチェズ・トレイス・パークウェイ（部分）

## 人口動態

人口ピラミッド

以下は2000年の国勢調査による人口統計データである。
| 基礎データ - 人口: 11,367人 - 世帯数: 4,381 世帯 - 家族数: 3,215 家族 - 人口密度: 16人/km2（40人/mi2） - 住居数: 4,821軒 - 住居密度: 7軒/km2（17軒/mi2） 人種別人口構成 - 白人: 97.07% - アフリカン・アメリカン: 1.45% - ネイティブ・アメリカン: 0.20% - アジア人: 0.18% - その他の人種: 0.29% - 混血: 0.80% - ヒスパニック・ラテン系: 1.20% | 年齢別人口構成 - 18歳未満: 25.8% - 18-24歳: 8.3% - 25-44歳: 27.4% - 45-64歳: 24.8% - 65歳以上: 13.6% - 年齢の中央値: 37歳 - 性比（女性100人あたり男性の人口） - 総人口: 96.9 - 18歳以上: 91.8 世帯と家族（対世帯数） - 18歳未満の子供がいる: 33.2% - 結婚・同居している夫婦: 58.9% - 未婚・離婚・死別女性が世帯主: 10.7% - 非家族世帯: 26.6% - 単身世帯: 23.5% - 65歳以上の老人1人暮らし: 10.6% - 平均構成人数 - 世帯: 2.54人 - 家族: 2.98人 | 収入と家計 - 収入の中央値 - 世帯: 30,444米ドル - 家族: 35,972米ドル - 性別 - 男性: 27,060米ドル - 女性: 19,847米ドル - 人口1人あたり収入: 14,664米ドル - 貧困線以下 - 対人口: 13.4% - 対家族数: 10.3% - 18歳未満: 16.6% - 65歳以上: 12.2% |

## 都市と町
- ホーエンウォルド - 郡庁所在地

### 未編入の町
| - イースラ - バチェルダー - ブロンディ - バッファローバレー - ゴードンズバーグ | - キミンズ - キッチンズ - ロマックスクロスローズ - メタルフォード - ネピア | - オークグローブ - プロビデンス - リバーサイド - ラッパータウン - セイラム | - シュバート - スウィートウォーター - セオドア - ボーヒーズ - ウェストホーエンウォルド |